# Turnierbuch

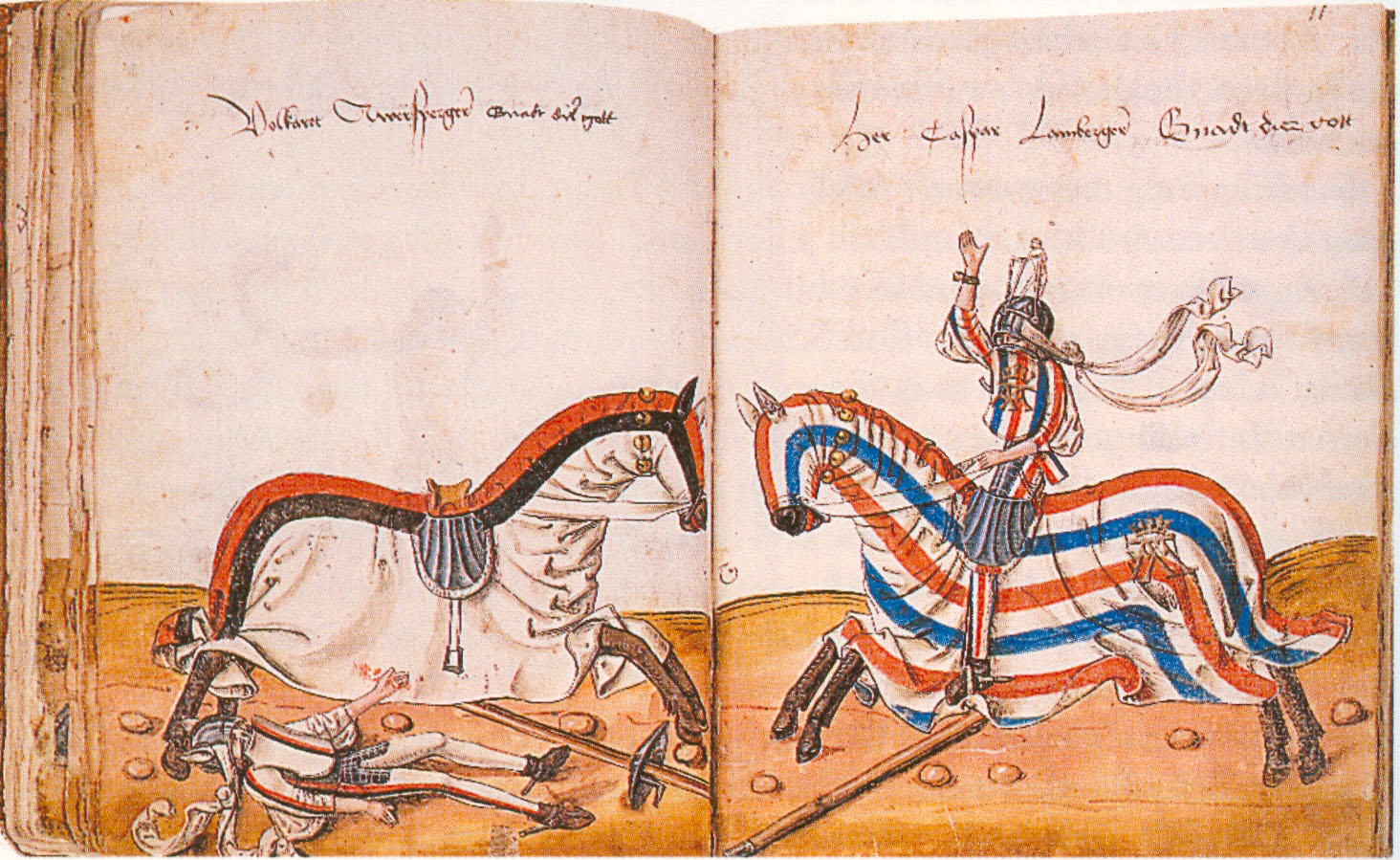
Kaspar besiegt Volkart von Auersperg im Turnier aus: Turnierbuch des Kaspar von Lamberg

Bei Turnierbüchern handelt es sich um spätmittelalterliche Sammlungen in Form von illuminierten Manuskript-Büchern mit Beschreibungen und bildlichen Darstellungen von historischen Turnierkämpfen. Ihre Entstehung lässt sich bis ins späte 15. Jahrhundert zurückdatieren. Allerdings sind sie nur aus dem 16. Jahrhundert erhalten, so etwa der Freydal des Kaisers Maximilian I., welcher um 1515 verfertigt worden sein dürfte.
Frühe Genealogen und Autoren wie Georg Rüxner griffen im 15. Jahrhundert in ihrem Vorhaben, adligen Familien eine möglichst weit zurückreichende Ahnenliste zu verschaffen, auf oftmals fiktive Teilnehmerverzeichnisse von Turnieren zurück. 

## Sekundärliteratur
- Peter Dinzelbacher (Hrsg.): Sachwörterbuch der Mediävistik (= Kröners Taschenausgabe. Band 477). Kröner, Stuttgart 1992, ISBN 3-520-47701-7.
- William Henry Jackson: The Tournament and Chivalry in German Tournament Books of the Sixteenth Century and in the Literary Works of Emperor Maximilian I. In: The Ideals and Practice of Medieval Knighthood. Bd. 1, 1986, ISSN 0959-6453, S. 49–73, hier S. 58–68.